# Мордель
Мордель (фр. Mordelles) — коммуна на северо-западе Франции, находится в регионе Бретань, департамент Иль и Вилен, округ Ренн, кантон Ле-Рё. Расположена в 12 км к западу от Ренна, на берегу реки Мё, притока Вилена. Через территорию коммуны проходит национальная автомагистраль N24.
Население (2018) — 7 356 человек. 

## Достопримечательности
- Неоготическая церковь Святого Петра конца XIX века
- Шато де Бомон XVII века с садом и оранжереей
- Шато де ла Эшуа XVII века с часовней и английским парком
- Шато де ла Виль-дю-Буа XIV века
- Шато д'Артуа XVII века с оранжереей
- Особняки XVI-XIX веков

## Экономика
Структура занятости населения:
- сельское хозяйство — 4,1 %
- промышленность — 22,0 %
- строительство — 4,6 %
- торговля, транспорт и сфера услуг — 41,2 %
- государственные и муниципальные службы — 28,1 %

Уровень безработицы (2018) — 10,3 % (Франция в целом —  13,4 %, департамент Иль и Вилен — 10,4 %). 

Среднегодовой доход на 1 человека, евро (2018) — 22 750 (Франция в целом — 21 730, департамент Иль и Вилен — 22 230).

## Демография
Динамика численности населения, чел.

## Администрация
Пост мэра Морделя с 2014 года занимает Тьерри Ле Бьян (Thierry Le Bihan). На муниципальных выборах 2020 года возглавляемый им независимый список победил в 1-м туре, получив 53,50 % голосов.
| Период | Период | Фамилия        | Партия                                            | Примечания                      |
| ------ | ------ | -------------- | ------------------------------------------------- | ------------------------------- |
| 1965   | 1977   | Эмиль Жантиль  | Союз за новую Республику                          | руководитель компании           |
| 1977   | 1989   | Ги Давид       | Разные правые                                     | предприниматель                 |
| 1989   | 1995   | Ги Офрер       | Союз за французскую демократию                    | инженер компании France Télécom |
| 1995   | 2014   | Бернар Пуарье  | Социалистическая партия                           | инженер-агронам                 |
| 2014   |        | Тьерри Ле Бьян | Союз демократов и независимых Вперёд, Республика! | руководитель проекта            |

## Города-побратимы
- Раконевице, Польша

## Галерея

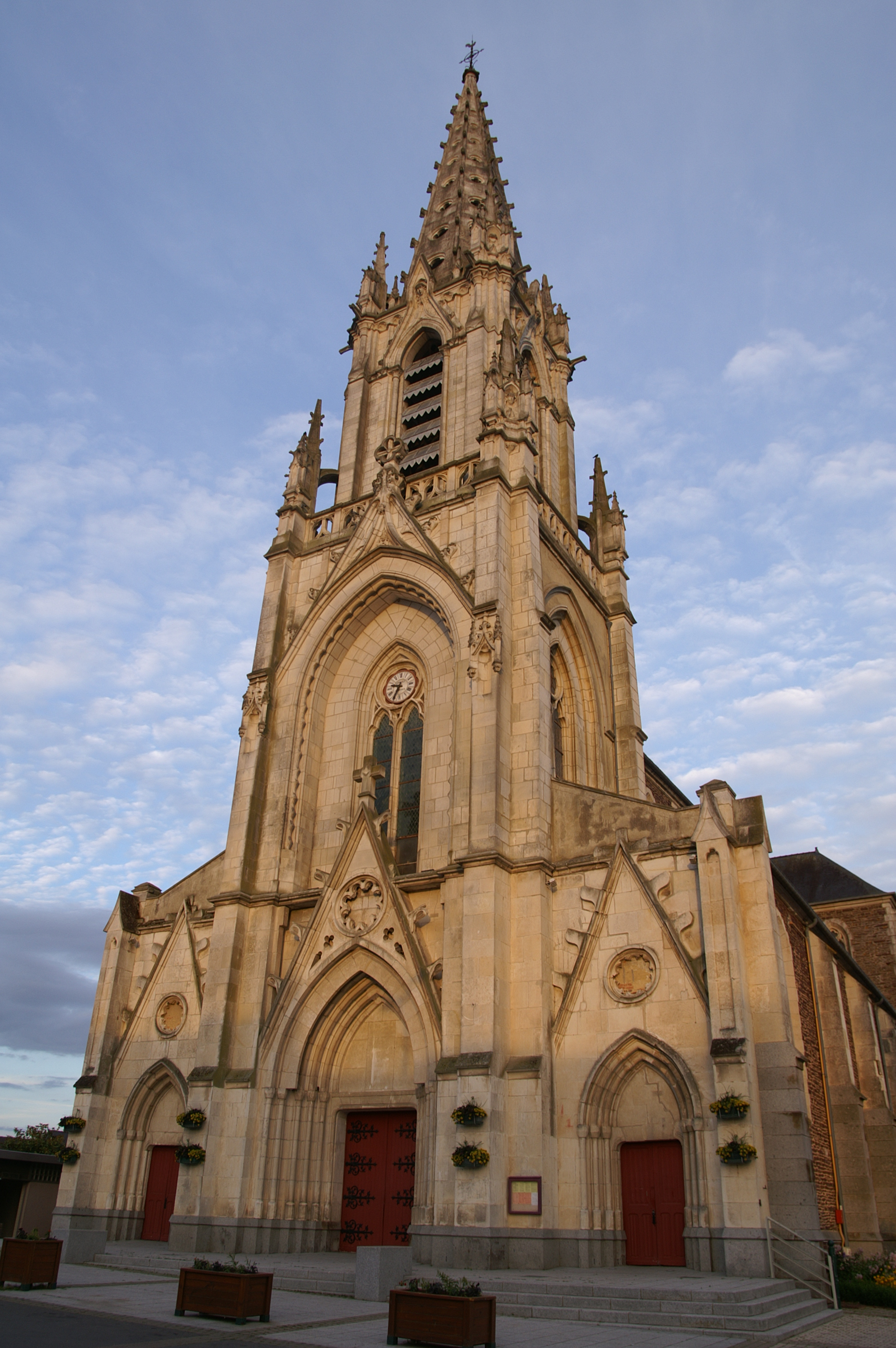
Церковь Святого Петра
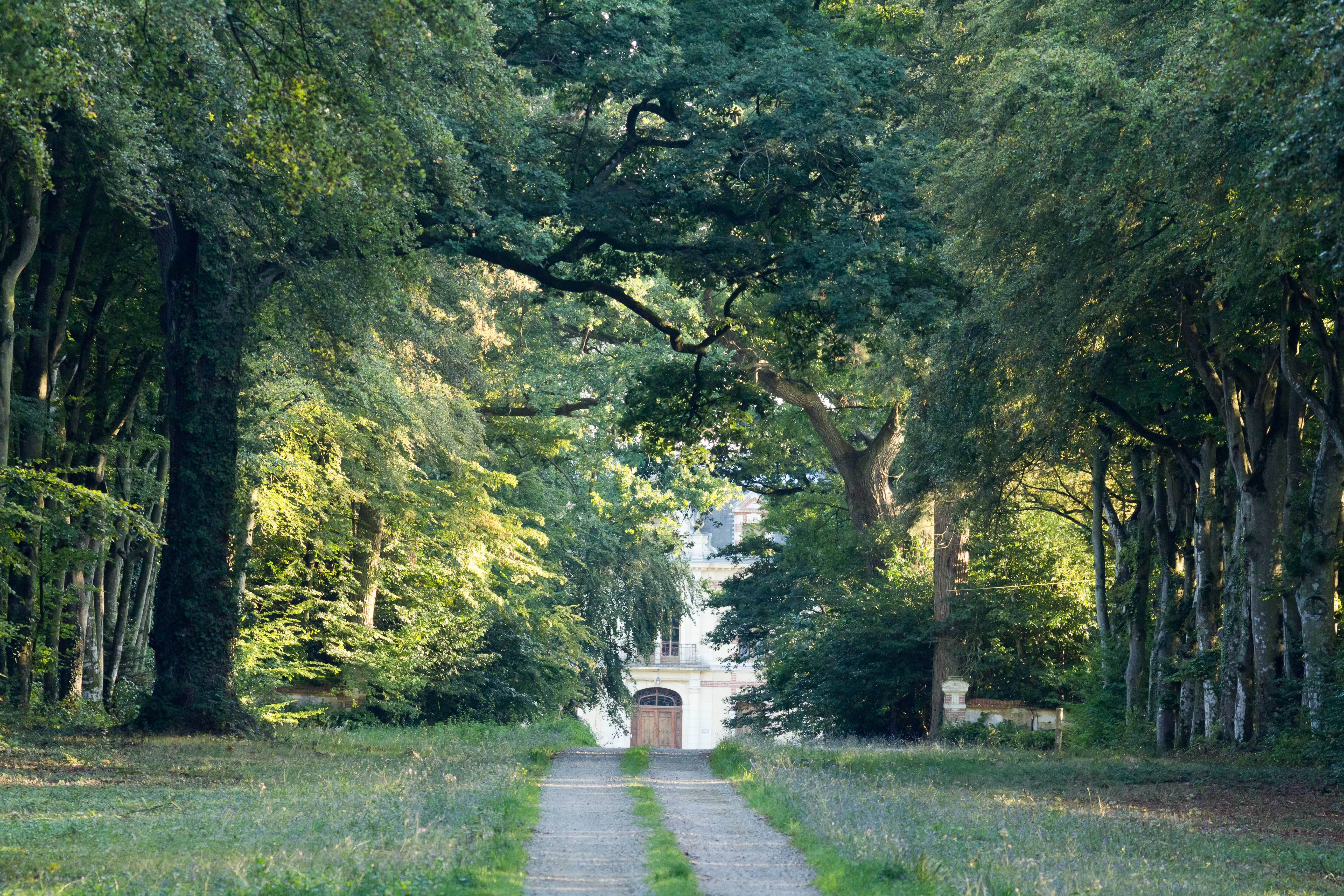
Парк у шато де ла Эшуа